# Midden van Johnson

Midden van Johnson

Het midden van Johnson is het driehoekscentrum met kimberlingnummer X(495).
Neem de drie omgeschreven cirkels van de driehoeken HBC, AHC en ABH, waar H het hoogtepunt is van ABC. Dit zijn cirkels van Johnson, met middelpunten D, E en F. De middens van AD, BE en CF vallen samen in het midden van Johnson.
Barycentrische coördinaten van het midden van Johnson zijn:
{\displaystyle {\big (}\sin(\alpha )(2+\cos(\beta -\gamma )):\sin(\beta )(2+\cos(\gamma -\alpha )):\sin(\gamma )(2+\cos(\alpha -\beta )){\big )}}
met {\displaystyle \alpha ,\,\beta } en {\displaystyle \gamma } de hoeken in driehoek ABC bij respectievelijk de hoekpunten A, B en C.